# Schlacht von Wigan Lane
Die Schlacht von Wigan Lane fand am 25. August 1651 während des Dritten Englischen Bürgerkrieges zwischen Royalisten unter der Führung von James Stanley, 7. Earl of Derby, und Teilen der New Model Army unter Führung von Oberst Robert Lilburne statt. Die Royalisten wurden besiegt und verloren fast die Hälfte ihrer Offiziere und Soldaten.
Der Earl of Derby war zur selben Zeit auch Lord of Mann und ordnete an, dass jeweils zehn Männer aus jeder Gemeinde von der Isle of Man für die Schlacht zu stellen wären. Insgesamt waren es 170 Soldaten, die die Insel stellte.
David Craine behauptet in seinem Buch Manannan’s Isle, dass „diejenigen, die nicht in den Kämpfen fielen, quer durch die Lande zu Tode gejagt wurden.“